# 1778 au Canada
Pour un article plus général, voir Chronologie du Canada.
Cet article traite des événements qui se sont produits durant l'année 1778 au Canada.

## Événements

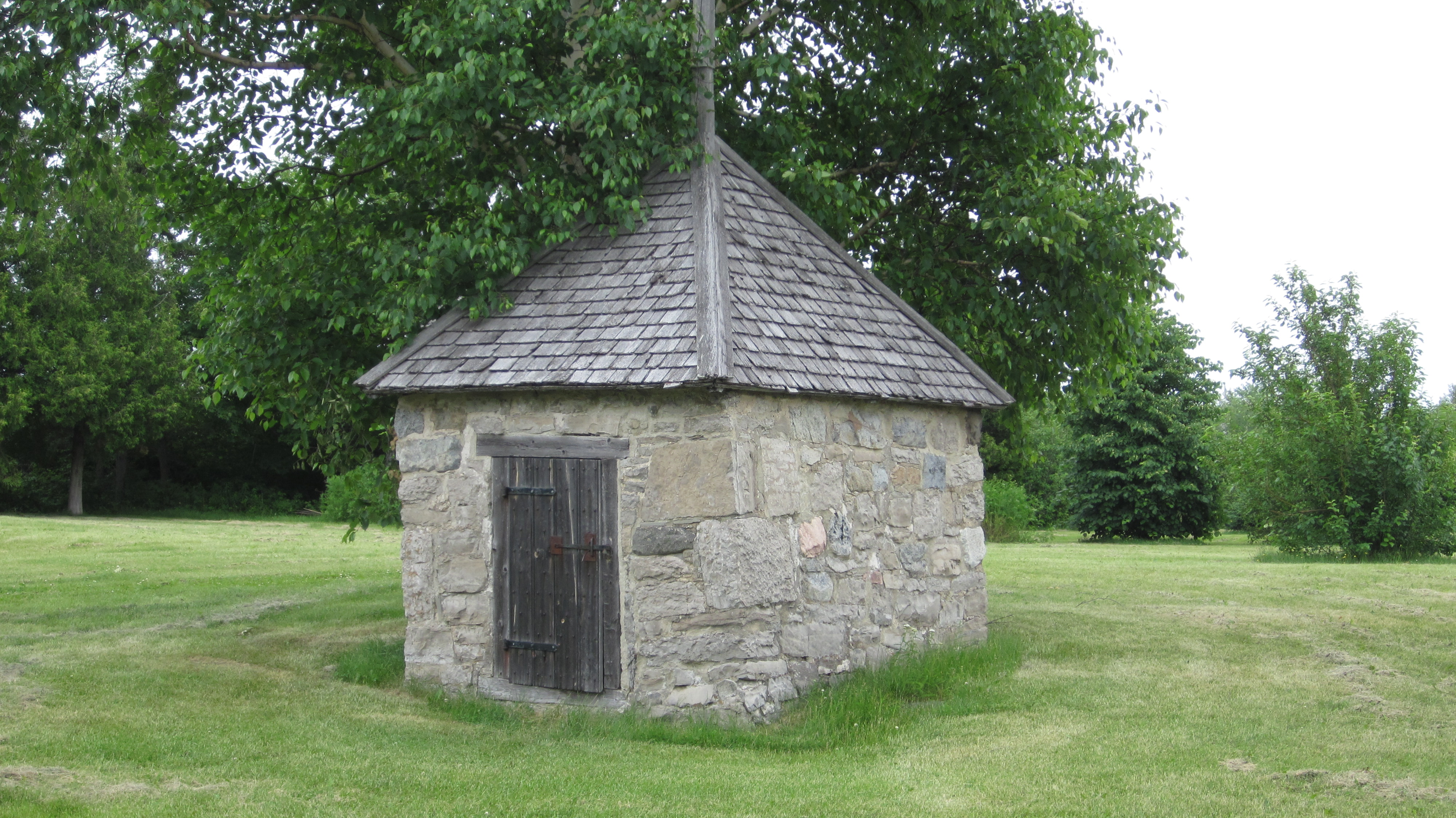
Poudrière du poste de la Métabetchouane construit en 1778

- 3 juin : Fleury Mesplet fit paraître un premier journal francophone nommé La Gazette du commerce et littéraire.
- 27 juin : Frederick Haldimand, nommé gouverneur de la province de Québec en remplacement de Guy Carleton, entre en fonction[1].
- Août : raids de pirates américains sur la côte du Labrador[2]. Deux navires s'attaquent aux postes de pêche et de traite des fourrures. Ces événements sont relatés par George Cartwright.
- 28 octobre, Québec : publication d’un manifeste par l’amiral français Charles-Henri, comte d’Estaing, dans lequel il propose aux « Français d’Amérique » se s’allier aux États-Unis[3]. Distribué clandestinement et affiché à la porte de quelques églises, le manifeste provoque l’ire du nouveau gouverneur Haldimand.
- Automne : Christopher Carleton effectue des raids (en) avec succès le long du Lac Champlain contre les américains du Vermont et de New-York.
- À la suite de l'intervention de la France dans la Guerre d'indépendance des États-Unis, des soldats de la Nouvelle-Écosse s'emparent de Saint-Pierre-et-Miquelon et y déportent la population.

- L'explorateur Peter Pond franchit le « Methye Portage » ou « Portage La Loche » et atteint le lac Athabasca[4]. Il ouvre aux pedlars de la Compagnie du Nord-Ouest le chemin du bassin du Mackenzie, du Grand lac des Esclaves, de la rivière de la paix, le cours supérieur de l’Athabaska et du Petit lac des Esclaves.
- Philip Turnor commence à arpenter pour le compte de la Compagnie de la Baie d'Hudson.

### Côte du Pacifique
- James Cook remonte la côte ouest américaine lors de son troisième voyage. Il visite Yuquot dans la Baie de Nootka. Il atteint le Détroit de Béring mais les glaces empêchent d'accéder au Passage du nord-ouest.

## Naissances
- 16 février : John Colborne, militaire et lieutenant gouverneur du Haut-Canada.
- 12 avril: John Strachan, évêque anglican.
- 23 avril : John Harvey, lieutenant-gouverneur.
- 8 novembre : Joseph Signay, archevêque de Québec.
- 19 novembre : Charles-Michel d'Irumberry de Salaberry, militaire.
- David Willson, chef religieux.

## Décès

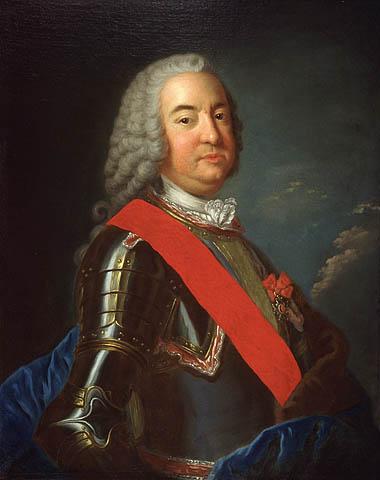
Marquis de Vaudreuil

- 12 janvier : François Bigot, dernier intendant de la Nouvelle-France.
- 28 février : Jean-Claude Panet, notaire.
- 12 mai : Paul-Joseph Le Moyne de Longueuil, gouverneur de Trois-Rivières.
- 4 août : Pierre de Rigaud de Vaudreuil, dernier gouverneur de la Nouvelle-France.
- 17 septembre : Michel-Ange Duquesne de Menneville, gouverneur de la Nouvelle-France.